# Sialis longidens
Sialis longidens is een insect uit de familie Sialidae, die tot de orde grootvleugeligen (Megaloptera) behoort. De soort komt voor in China, Japan en het oosten van Rusland.